# Неприступний
37°19′ пд. ш. 12°40′ зх. д. / 37.317° пд. ш. 12.667° зх. д.
О́стрів Непристу́пний (англ. Inaccessible Island) — вулканічний острів, розташований в Атлантичному океані за 45 км від острова Тристан-да-Кунья.
Протягом усієї історії на острові ніколи не було постійного населення.

## Історія
Вперше острів побачили з данського корабля Найтглас у 1652 році, що на 146 років пізніше відкриття острова Тристан-да-Кунья. Саме члени екіпажу цього корабля й дали назву острову, оскільки екіпаж не зміг заглибитися далі пляжу, заблокований тут прямовисними 1000-футовими (близько 300 метрів) скелями.
Однак, дещо пізніше експедиції вирушили вглиб острова, щоб розкрити докладнішу інформацію про його природу. У 1871 році на острові поселилися німці, брати Столтенгоф, які прожили на ньому кілька років, досліджуючи природу. У 1922 році Ернест Шеклтон відкрив на острові пташку Neospiza wolkinsi
У 1938 році норвезькими ученими знайдено на острові кілька рослин, котрі крім Неприступного ростуть лише на островах Найтінгейл. Ще одна велика експедиція відбулася у 1962 році. З 1976 року острови Найтінгейл та Неприступний оголошені заповідником дикої природи, хоча мешканцям архіпелагу дозволялося полювати на морських птахів. А з 1997 року оголошено заповідною й 20-кілометрову зону навколо острова. Круїзним судам дозволяється підпливати до острова, та висадка на нього обмежена.

## Природа
Через неприступність берегів природа острова збереглася майже у своїй первозданній красі. Острів передовсім відомий своїм ендеміком — найменшою нелітаючою пташкою світу — пастушком острова Неприступний (Atlantisia regers).
Також острів є одним із небагатьох оселищ для пінгвінів Рокгопера та смугастодзьобих альбатросів.
На узбережжі є колонії тюленів, а у прибережних водах зустрічаються кити.
Крім того, тут є значні колонії альбатросів Тристана (Diomedea dabbenena) і Атлантичного буревісника (Pterodroma incerta).
На острові росте чимало рослин-ендеміків.
Разом із островом Гоф Неприступний віднесено до списку світової спадщини ЮНЕСКО.